# 배현진
배현진(裵賢鎭, 1983년 11월 6일~)은 대한민국의 여성 정치인으로 제21·22대 국회의원이다. 국민의힘 소속이다. MBC 아나운서 출신으로 MBC 뉴스데스크 앵커를 맡았었다.

## 생애
2009년 MBC에 아나운서로 입사하여 MBC 5시 뉴스, 주말 MBC 뉴스데스크 앵커를 거쳐, 2011년 4월 8일부터 2013년 11월 15일까지 및 2014년 5월 12일부터 2017년 12월 7일까지 평일 MBC 뉴스데스크 앵커로 활동한 뒤 2018년 3월 7일 MBC를 퇴사하였다. 2012년 MBC 공정방송을 요구하며 민주노총 소속 언론노조 파업에 참여했다가 언론노조를 가입하고 103일 만에 뉴스데스크 앵커를 사퇴하면서 "사측에서 배현진 아나운서를 회유한다는 소문이 끊임없이 돌았고 그녀 역시 교통사고를 이유로 약 한 달 반 전부터 집회에 참가하지 않았다"는 사실이 전해졌다.
이후 정권교체가 되면서 과거에 파업 참여를 이유로 해직되었던 최승호가 신임 사장에 임명된 2018년 "조명 창고에서 대기 근무를 지시 받았다"고 하면서 "유리 외벽의 상암 MBC 사옥 건물의 미디어센터 6층은 화장실이 없는 층이었으며 창문도 없던 '조명 UPS실'이라는 정식 팻말의 공간에 '보도본부 사무실'이라는 종이가 붙어 있었다"고 말해 사측과 논란이 있었으나 "진짜 열악한 조명창고에서 근무하는 동료들을 본적이 있는가"라는 반론도 있었다. 2018년 3월 7일 MBC에 제출한 사표가 수리되었고, 2018년 3월 9일 자유한국당에 입당하였다. 배현진은 "MBC 문화방송 안에서 각자의 생각과 의견이 존중받을 수 있는 자유는 사라졌다. 자유민주주의, 시장경제의 자유라는 가치 자체가 파탄에 놓인 것 아닌가 하는 걱정과 우려를 느꼈다."며 입당 계기를 밝혔다.
자유한국당 후보로 2018년 7회 지방선거와 함께 치러진 2018년 재보궐선거에서 송파구 을에 출마하였으나, '문재인의 복심'으로 불리는 더불어민주당 최재성 후보에 밀려 낙선하였다.
자유한국당 비상대책위원회 대변인을 맡고 있었으나, 2018년 12월 비대위 대변인직을 사퇴하고 홍준표 전 자유한국당 대표의 유튜브 채널 <TV홍카콜라>의 제작진으로 뛰어들었다. 배현진은 "내가 방송제작자로 나선 가장 큰 이유는 그 동안 우리가 소홀했던 프레임 전쟁에 더는 지지 않기 위함"이라고 밝혔다.
2020년 열린 21대 총선에서 송파구 을 지역구 국회의원으로 출마했으며 최재성을 꺾고 21대 국회의원으로 당선됐다. 2022년 4월 5일 윤석열 대통령 당선인의 대변인 김은혜의 경기지사 출마로 인한 사퇴로 신임 대변인이 되었다. 2024년 4월 제22대 총선에서 서울 송파구 을에서 재선하였다.

## 학력
- 녹양초등학교 졸업
- 대흥중학교 졸업
- 안산동산고등학교 졸업
- 한양대학교 안산캠퍼스 신문방송학과 입학
- 숙명여자대학교 국어국문학, 정보방송학 학사
- 북한대학원대학교 북한학 석사과정 수료

## 경력
- 2007년: 숙명여자대학교 재학생 모델
- 2008년 11월~2014년 4월: 문화방송(MBC) 아나운서국 아나운서
- 2010년: MBC 광저우 아시안 게임 캐스터
- 2011년 12월: 공명선거 홍보대사
- 2014년 5월[8]~2017년 12월: MBC 보도국 국제부 기자
- 2017년 12월~2018년 3월 7일: MBC 보도본부 발령대기[3]
- 2018년 3월 9일~2018년 5월: 자유한국당 좌익정권 방송장악 피해자지원 특별위원회 위원
- 2018년 3월 9일~2018년 9월: 자유한국당 서울시당 송파을 당협위원장
- 2018년 5월~2018년 6월: 자유한국당 6·13 지방선거 중앙선거대책위원회 대변인
- 2018년 6월~2018년 7월: 자유한국당 혁신비상대책위원회 준비위원회 위원
- 2018년 7월~2018년 12월: 자유한국당 혁신비상대책위원회 대변인
- 2018년 9월~2020년 2월: 자유한국당 서울시당 송파을 당협위원장
- 2019년 7월 4일~2020년 2월: 자유한국당 재해대책위원회 부위원장
- 2019년 9월~2020년 2월: 자유한국당 저스티스 리그 이사회 대변인
- 2019년 9월~: 자유미디어국민행동 운영위원
- 2020년 1월~2020년 2월: 자유한국당 2020 총선 공약개발단 청년공감 레드팀 팀원
- 2020년 2월: 미래통합당 서울시당 송파을 당협위원장
- 2020년 2월: 미래통합당 2020 총선 공약개발단 청년공감 레드팀 팀원
- 2020년 3월~2020년 4월: 미래통합당 4·15총선 중앙선거대책위원회 선대위대변인
- 2020년 4월 15일 대한민국 제21대 국회의원 선거 당선(서울 송파구 을, 미래통합당, 초선)
- 2020년 5월~2020년 9월: 미래통합당 원내대변인
- 2020년 5월~2020년 9월: 미래통합당 원내부대표
- 2020년 7월~2020년 9월: 미래통합당 고(故) 최숙현 선수 사망 사건 관련 태스크포스 위원
- 2020년 7월~2020년 9월: 미래통합당 부동산시장 정상화 특별위원회 위원
- 국민의힘 서울시당 송파 을 당협위원장
- 2020년 9월~2021년 4월: 국민의힘 원내대변인
- 2020년 9월~2021년 4월: 국민의힘 원내부대표
- 2020년 9월: 국민의힘 호남 동행 국회의원 발대식 명예의원(전라남도 광양시)
- 2021년 3월~2021년 4월: 국민의힘 4.7 재보궐선거 중앙선거대책위원회 대변인
- 2021년 3월~2021년 4월: 국민의힘 4·7재보궐선거 서울시장 보궐선거 선거대책위원회 전략기획본부 부본부장
- 2021년 3월~2021년 4월: 국민의힘 4·7재보궐선거 서울시장 보궐선거 선거대책위원회 정책특별본부 서울부동산대책본부장
- 2021년 6월~2022년 7월: 국민의힘 최고위원
- 2021년 11월~2022년 1월: 국민의힘 선거대책위원회 중앙선거대책위원회 선거대책위원장단 부위원장
- 2021년 12월~2022년 1월: 국민의힘 선거대책위원회 윤석열 대통령 후보 직속 후보전략자문위원회 위원
- 2021년 12월~2022년 1월: 국민의힘 선거대책위원회 중앙선거대책위원회 정책총괄본부 정책상임본부장
- 2022년 1월~2022년 3월: 국민의힘 제20대 대통령 선거 정책본부 정책상임본부장
- 2022년 4월~2022년 5월: 윤석열 대한민국 제20대 대통령 당선인 대변인
- 2022년 4월: 한국신문윤리위원회 위원
- 2022년 5월~2022년 6월: 국민의힘 6·1지방선거 시민이 힘나는 선거대책위원회 부위원장
- 2022년 10월~2022년 12월: 국민의힘 조직강화특별위원회 위원
- 2023년 3월~2023년 10월: 국민의힘 조직부총장
- 2023년 5월: 국민의힘 청년정책네트워크 특별위원회 위원
- 2023년 5월~2023년 6월: 국민의힘 최고위원 선출을 위한 보궐선거 선거관리위원회 위원
- 2023년 5월: 국민의힘 김남국 더불어민주당 의원의 고액 가상자산(암호화폐) 보유 논란을 밝히기 위한 진상조사 태스크포스 위원
- 2023년 6월~2023년 8월: 국민의힘 조직강화특별위원회 위원
- 2023년 9월~2023년 9월: 국민의힘 강서구청장 재보궐선거 공천관리위원회 위원
- 2023년 9월~2023년 10월: 국민의힘 대선 공작 게이트 진상조사단 위원
- 2023년 9월: 국민의힘 아름다운가족네트워크 특별위원회 위원장
- 2024년 4월 10일 대한민국 제21대 국회의원 선거 당선(서울 송파구 을, 국민의힘, 재선)
- 2024년 6월~2024년 8월: 국민의힘 정책위원회 산하 시급한 민생 현안 해결을 위한 문화체육관광특별위원회 위원
- 2024년 6월~2024년 8월: 국민의힘 정책위원회 산하 시급한 민생 현안 해결을 위한 AI·반도체특별위원회 위원
- 2024년 9월~: 국민의힘 호남동행 국회의원 발대식 명예의원(전라북도 특별자치도 임실군)
- 2025년 4월~2025년 5월: 국민의힘 한동훈 제21대 대통령 선거 경선후보 국민먼저 캠프 전략총괄위원장

### 의정 활동
- 2020년 5월 30일~2024년 5월 29일: 제21대 국회의원(서울 송파구 을, 국민의힘, 초선)
  - 2020. 7.~2022. 5. 제21대 국회 전반기 문화체육관광위원회 위원
    - 제21대 국회 전반기 문화체육관광위원회 체육관광법안심사소위원회 위원장
    - 제21대 국회 전반기 문화체육관광위원회 청원심사소위원회 위원

  - 2020. 7.~2024. 5. 대한민국 미래혁신포럼 구성의원
  - 2020. 7.~2024. 5. 혁신 4.0 연구포럼 구성의원
  - 2020. 9.~2021. 5. 제21대 국회 전반기 윤리특별위원회 위원
  - 2020. 11.~2021. 6. 제21대 국회 전반기 국회운영위원회 위원
  - 2022. 7.~2024. 5. 제21대 국회 후반기 문화체육관광위원회 위원
    - 제21대 국회 후반기 문화체육관광위원회 체육관광법안심사소위원회 위원
    - 제21대 국회 후반기 문화체육관광위원회 청원심사소위원회 위원장
    - 제21대 국회 후반기 문화체육관광위원회 문화예술법안심사소위원회 위원
    - 제21대 국회 후반기 문화체육관광위원회 청원심사소위원회 위원

  - 2022. 7.~2023. 5. 제21대 국회 후반기 예산결산특별위원회 위원
    - 제21대 국회 후반기 예산결산특별위원회 2021회계연도 결산소위원회 위원
    - 제21대 국회 후반기 예산결산특별위원회 예산소위원회 위원

  - 2022. 8.~2024. 5. 제21대 국회 연금개혁특별위원회 위원
- 2024년 5월 30일~: 제22대 국회의원(서울 송파구 을, 국민의힘, 재선)
  - 2024. 6.~ 제22대 국회 전반기 문화체육관광위원회 위원
    - 제22대 국회 전반기 문화체육관광위원회 체육관광법안심사소위원회 위원
    - 제22대 국회 전반기 문화체육관광위원회 청원심사소위원회 위원

  - 2024. 6.~ 제22대 국회 전반기 국회운영위원회 위원
  - 지속 가능 성장을 위한 구조개혁 실천 포럼 구성의원
  - 국회세계한인경제포럼 구성의원
  - 유니콘팜 대표의원

## 수상
- 2007년: 제3회 전국대학생토론대회 스피커상
- 2007년: 제6회 숙명토론대회 은상
- 2014년: '선거문화 향상’ 공로 대통령 표창
- 2021년 자유경제입법상
- 2022년 대한민국 정치지도자상
- 2022년 한국유권자총연맹 국정감사 우수 국회의원
- 2023년 국민의힘 국정감사 우수의원
- 2023년 서울신문 국정감사 베스트의원
- 2023년 쿠키뉴스 국정감사 우수 국회의원
- 2023년 전국지역신문협회 국회의원 의정대상

## 방송 활동

### 진행 TV 프로그램
| 방송사 | 프로그램       | 진행 기간                        | 비고 |
| ------ | -------------- | -------------------------------- | ---- |
| MBC    | 우리말 나들이  | 2009년 4월 20일~2011년 4월 7일   | 주말 |
| MBC    | MBC 5시 뉴스   | 2009년 4월 27일~2010년 6월 4일   |      |
| MBC    | MBC 뉴스데스크 | 2010년 6월 12일~2011년 4월 6일   | 주말 |
| MBC    | MBC 뉴스데스크 | 2011년 4월 7일~2012년 1월 24일   |      |
| MBC    | MBC 뉴스데스크 | 2012년 5월 11일~2013년 11월 15일 |      |
| MBC    | MBC 뉴스데스크 | 2014년 5월 12일~2017년 12월 7일  | 평일 |

### 진행 라디오 프로그램
- MBC 표준FM 《배현진의 세계도시여행》: 2009년 4월 27일~2011년 4월 10일

## 논란
배현진은 과거에 사유리(1979년생)를 자신 보다 손 아래로 보고 반말을 한 적이 있다. 이에 사유리는 사유리는 배현진(1983년생)에게 나이를 물어본 후 배현진의 나이를 알고는 '내가 4살 때, 너는 이 세상에 없었다.'라고 했었다. 사유리는 이를 2013년 3월 12일 방송된 JTBC 김국진의 현장박치기 방송에 나와 그 당시의 에피소드를 전하였다.
사유리의 뜻과 달리 배현진이 매도되자 사유리는 이후에 정영진 최욱의 불금쇼에 출연하여 배현진과는 친한 사이라고 밝혔으며, 예능에서 재밌게 말하기 위해 했던 말인데 시간이 많이 흐른 후에 회자되며 배현진이 너무 나쁘게 비춰지는 것 같아 본인이 잘못한 것 같다고 입장을 밝혔다. 회자되는 기사가 난 후에 사유리는 배현진에게 "나 때문에 나쁜 기사가 나서 미안하다."며 사과를 했다. 그동안 어딘가에서 해명을 하고 싶었는데 그럴 기회가 없었다고 밝히기도 했다. 이에 배현진은 "괜찮다."고 대답했는데, 사유리는 "아마 (배현진이) 평생, 죽어도 반말 안 할 것 같다"고 말하기도 했다.
진중권이 "비판을 하려면 제대로 하든지"라며 "도대체 머리에는 우동을 넣고 다니나"라고 하자 배현진은 "한 때 창발적 논객이셨는데 최근 삶은 소대가리 식의 막말 혹은 똥만 찾으시니 그저 안타깝다"며 "많이 힘드신가 보다"라며 대응했다.
배현진은 "숙명여대 재학 중 열린 ‘숙명 토론대회‘에서 금상을, ‘전국 대학생 토론회‘에선 ‘베스트 스피커상’을 탔다고 말했으나 노컷뉴스 단독 보도에 따르면 2007년 제6회 ‘숙명 토론대회‘에서 은상을, 같은 해 열린 제 3회 전국 대학생 토론회에서는 ‘스피커상’을 수상했다고 보도하자 "베스트스피커상을 탔다고 말한 사실이 없다”, “수상 경력을 ‘셀프 업그레이드’했다는 허위사실을 보도했다”는 이유를 들어 "CBS 노컷뉴스가 명예를 훼손했다"고 주장하면서 1억원의 손해배상을 청구하자 법원은 “원고가 ‘베스트스피커상을 수상했다’고 말하지는 않았지만 언어 용법과 전후 문맥에 비춰보면 원고가 베스트스피커상을 수상했다는 내용으로 인식된다”며 “피고(CBSi)가 기사에서 ‘배현진이 인터뷰에서 스피커상을 베스트스피커상으로 부풀려 설명했다’고 기재한 것이 허위사실을 적시한 것이라고 볼 수 없다”는 판결은 확정됐다. 판결 확정 직후 CBSi는 법원에 소송비용액 확정 신청을 제기하였다. 법원이 2019년 9월 인용 결정을 하였다. 이에 배현진이 항고했지만 패소하였다. 배현진은 미래통합당과 함께 각각 300여만원의 소송비를 부담해야 하였지만, 지급하지 않았다.

## 피습 사건
2024년 1월 25일 17시 18분경, 서울특별시 강남구의 신사동 노상에서 대청중학교에 재학 중인 15세 남자 중학생으로부터 돌로 20여 차례 머리를 가격 당해 순천향대학교 부속 서울병원 지역응급의료센터로 이송됐다.

## 역대 선거 결과
|  | 29.64% |

|  | 50.46% |

|  | 57.20% |

## 소속 정당
| 소속 정당 | 소속 정당  | 소속 기간 | 비고      |
| --------- | ---------- | --------- | --------- |
|           | 자유한국당 | 2018~2020 | 정계 입문 |
|           | 미래통합당 | 2020      | 합당      |
|           | 국민의힘   | 2020~현재 | 당명 변경 |

## 같이 보기
- 서울 송파구의 국회의원
- 송파구 을